# Комедії Аліси
«Комедії Аліси» (англ. Alice Comedies) — серія чорно-білих німих короткометражних анімаційно-ігрових фільмів, які створив Волт Дісней у 20-х роках ХХ століття.

## Історія
У 1921—1922 роках Волт Дісней створює власну компанію Laugh-O-Gram Studio та починає виробництво анімаційних фільмів. Але через помилки Діснея при укладанні контрактів у компанії виникають фінансові труднощі.
Волт намагається знайти шляхи порятунку власної компанії. Він вирішив використати трюк Флейшера, який той використовував у серії фільмів «З чорнильниці». Серіал був дуже популярний у той час. Трюк полягав у тому, що анімаційний персонаж, клоун Коко, з'являвся зі світу анімації у реальному, живому світі. Дісней вирішив зробити навпаки: реальний, живий персонаж — маленька дівчинка Аліса, потрапляє до анімованої країни.
Але через фінансові складнощі та банкрутство компанії фільм про Алісу не був знятий.
Дісней радиться зі своїм братом Роєм та від'їжджає до Голлівуду.
У Голлівуді Волт намагається влаштуватися на роботу в одну із кінокомпаній, але марно. Його ніхто не бере. Засмучений Дісней вимушено повертається у світ анімації. Він пише листа до Маргарет Вінклер про продовження співпраці у зніманні фільмів про Алісу. Маргарет погоджується і пропонує Волту контракт на фільмування кількох серій. Волт пропонує Рою створити компанію для виробництва анімаційних фільмів та щоб той вів фінансові справи майбутньої студії. Отримавши згоду від брата Волт заснував власну компанію — «Брати Дісней».
Через деякий час до них повертаються аніматори, що раніше працювали з Волтом.
У 1927 році Волт припиняє виробництво «Комедій Аліси» і починає виробництво «Освальда — Щасливого кролика».

## Персонажі
- Аліса
- Юлій
- Піт

## Актори
- Вірджинія Девіс[en]
- Маргі Ґей[fr]
- Лоїс Гардвік

## Фільмографія
| №  | Назва                                                       | Дата показу | Актриса                       | Примітки                                                                  |
| -- | ----------------------------------------------------------- | ----------- | ----------------------------- | ------------------------------------------------------------------------- |
| 01 | «Дивокрай Аліси» — Alice's Wonderland                       | 1923        | Вірджинія Девіс               |                                                                           |
| 02 | «День Аліси на морі» — Alice's Day at Sea                   | 1.03.1924   | Вірджинія Девіс               |                                                                           |
| 03 | «Моторошна пригода Аліси» — Alice's Spooky Adventure        | 1.04.1924   | Вірджинія Девіс               |                                                                           |
| 04 | «Шоу Аліси на Дикому Заході» — Alice's Wild West Show       | 1.05.1924   | Вірджинія Девіс               |                                                                           |
| 05 | «Риб'яча історія Аліси» — Alice's Fishy Story               | 1.06.1924   | Вірджинія Девіс               |                                                                           |
| 06 | «Аліса та ловець собак» — Alice and the Dog Catcher         | 1.07.1924   | Вірджинія Девіс               |                                                                           |
| 07 | «Аліса – миротворець» — Alice the Peacemaker                | 1.08.1924   | Вірджинія Девіс               |                                                                           |
| 08 | «Аліса потрапляє в скрутне становище» — Alice Gets in Dutch | 1.11.1924   | Вірджинія Девіс               |                                                                           |
| 09 | «Аліса на полюванні в Африці» — Alice Hunting in Africa     | 15.11.1924  | Вірджинія Девіс               |                                                                           |
| 10 | «Аліса і три ведмеді» — Alice and the Three Bears           | 1.12.1924   | Вірджинія Девіс               |                                                                           |
| 11 | «Аліса – дудар» — Alice the Piper                           | 15.12.1924  | Вірджинія Девіс               |                                                                           |
| 12 | «Аліса консервує канібалів» — Alice Cans the Cannibals      | 1.01.1925   | Вірджинія Девіс               |                                                                           |
| 13 | «Аліса – тореадор» — Alice the Toreador                     | 15.01.1925  | Вірджинія Девіс               |                                                                           |
| 14 | «Алісу ужалено» — Alice Gets Stung                          | 1.02.1925   | Вірджинія Девіс               |                                                                           |
| 15 | «Аліса вирішує головоломку» — Alice Solves the Puzzle       | 15.02.1925  | Маргі Ґей                     |                                                                           |
| 16 | «Яйцевий завод Аліси» — Alice's Egg Plant                   |             |                               |                                                                           |
| 17 | «Аліса програє» — Alice Loses Out                           | 15.06.1925  | Маргі Ґей                     |                                                                           |
| 18 | «Аліса вражена сценою» — Alice is Stage Struck              |             | Маргі Ґей                     |                                                                           |
| 19 | «Аліса виграла дербі» — Alice Wins the Derby                |             | Маргі Ґей                     |                                                                           |
| 20 | «Аліса вибирає чемпіона» — Alice Picks the Champ            | 30.07.1925  | Маргі Ґей                     |                                                                           |
| 21 | «Олов'яний поні Аліси» — Alice's Tin Pony                   | 20.09.1925  | Маргі Ґей                     |                                                                           |
| 22 | «Китайське рагу Аліси» — Alice Chops the Suey               |             | Маргі Ґей                     |                                                                           |
| 23 | «Аліса – тюремний птах» — Alice the Jail Bird               | 15.09.1925  | Маргі Ґей                     |                                                                           |
| 24 | «Аліса грає Купідона» — Alice Plays Cupid                   | 15.10.1925  | Маргі Ґей                     |                                                                           |
| 25 | «Аліса налякана щурами» — Alice Rattled by Rats             | 15.11.1925  | Маргі Ґей                     |                                                                           |
| 26 | «Аліса в джунглях» — Alice in the Jungle                    | 15.12.1925  | Маргі Ґей або Вірджинія Девіс |                                                                           |
| 27 | «Аліса на фермі» — Alice on the Farm                        | 1.01.1926   | Маргі Ґей                     |                                                                           |
| 28 | «Перегони Аліси на повітряній кулі» — Alice's Balloon Race  |             | Маргі Ґей                     |                                                                           |
| 29 | «Сирота Аліси» — Alice's Orphan                             |             | Маргі Ґей                     |                                                                           |
| 30 | «Маленький парад Аліси» — Alice's Little Parade             | 1.02.1926   | Маргі Ґей                     |                                                                           |
| 31 | «Загадкова таємниця Аліси» — Alice's Mysterious Mystery     | 15.02.1926  | Маргі Ґей                     |                                                                           |
| 32 | «Аліса зачаровує рибу» — Alice Charms the Fish              | 6.09.1926   | Маргі Ґей                     | Фільм не зберігся до нашого часу                                          |
| 33 | «Мавпячий бізнес Аліси» — Alice's Monkey Business           | 20.09.1926  | Маргі Ґей                     | Фільм не зберігся до нашого часу                                          |
| 34 | «Аліса на вовняному Заході» — Alice in the Wooly West       |             | Маргі Ґей                     |                                                                           |
| 35 | «Аліса – пожежник» — Alice the Fire Fighter                 | 18.10.1926  | Маргі Ґей                     |                                                                           |
| 36 | «Аліса ріже лід» — Alice Cuts the Ice                       | 1.11.1926   | Маргі Ґей                     | Фільм не зберігся до нашого часу                                          |
| 37 | «Аліса допомагає романтиці» — Alice Helps the Romance       | 15.11.1926  | Маргі Ґей                     |                                                                           |
| 38 | «Іспанська гітара Аліси» — Alice's Spanish Guitar           | 29.11.1926  | Маргі Ґей                     | Фільм зберігається в приватних колекціях, недоступних для широкої публіки |
| 39 | «Коричневий дербі Аліси» — Alice's Brown Derby              | 13.12.1926  | Маргі Ґей                     |                                                                           |
| 40 | «Аліса – дроворуб» — Alice the Lumberjack                   | 27.12.1926  | Маргі Ґей                     | Фільм не зберігся до нашого часу                                          |
| 41 | «Помилка Аліси у гольфі» — Alice the Golf Bug               | 10.01.1927  | Маргі Ґей                     | Фільм не зберігся до нашого часу                                          |
| 42 | «Аліса перешкоджає піратам» — Alice Foils the Pirates       | 24.01.1927  | Маргі Ґей                     | Фільм не зберігся до нашого часу                                          |
| 43 | «Аліса на карнавалі» — Alice at the Carnival                |             | Маргі Ґей                     | Фільм не зберігся до нашого часу                                          |
| 44 | «Аліса на родео» — Alice at the Rodeo                       | 21.02.1927  | Маргі Ґей                     |                                                                           |
| 45 | «Аліса — студентка» — Alice the Collegiate                  | 7.03.1927   | Маргі Ґей                     | Фільм не зберігся до нашого часу                                          |
| 46 | «Аліса в Альпах» — Alice in the Alps                        | 21.03.1927  | Маргі Ґей                     | Фільм не зберігся до нашого часу                                          |
| 47 | «Автоперегони Аліси» — Alice's Auto Race                    | 4.04.1927   | Маргі Ґей                     | Фільм не зберігся до нашого часу                                          |
| 48 | «Циркове заціпеніння Аліси» — Alice's Circus Daze           | 18.04.1927  | Лоїс Гардвік                  |                                                                           |
| 49 | «Неслухняний лицар Аліси» — Alice's Knaughty Knight         | 2.05.1927   | Лоїс Гардвік                  | Фільм не зберігся до нашого часу                                          |
| 50 | «Три поганих яйця Аліси» — Alice's Three Bad Eggs           | 16.05.1927  | Лоїс Гардвік                  | Фільм не зберігся до нашого часу                                          |
| 51 | «Пікнік Аліси» — Alice's Picnic                             | 30.05.1927  | Лоїс Гардвік                  | Фільм не зберігся до нашого часу                                          |
| 52 | «Заплив Аліси каналом» — Alice's Channel Swim               | 13.06.1927  | Лоїс Гардвік                  | Фільм не зберігся до нашого часу                                          |
| 53 | «Аліса в Клондайку» — Alice in the Klondike                 | 27.06.1927  | Лоїс Гардвік                  | Фільм не зберігся до нашого часу                                          |
| 54 | «Медичне шоу Аліси» — Alice's Medicine Show                 | 11.07.1927  | Лоїс Гардвік                  | Фільм не зберігся до нашого часу                                          |
| 55 | «Аліса – китобій» — Alice the Whaler                        | 25.07.1927  | Лоїс Гардвік                  |                                                                           |
| 56 | «Пляжне божевілля Аліси» — Alice the Beach Nut              | 8.08.1927   | Лоїс Гардвік                  | Фільм не зберігся до нашого часу                                          |
| 57 | «Аліса у Великій лізі» — Alice in the Big League            | 22.08.1927  | Лоїс Гардвік                  |                                                                           |